# Fil musical

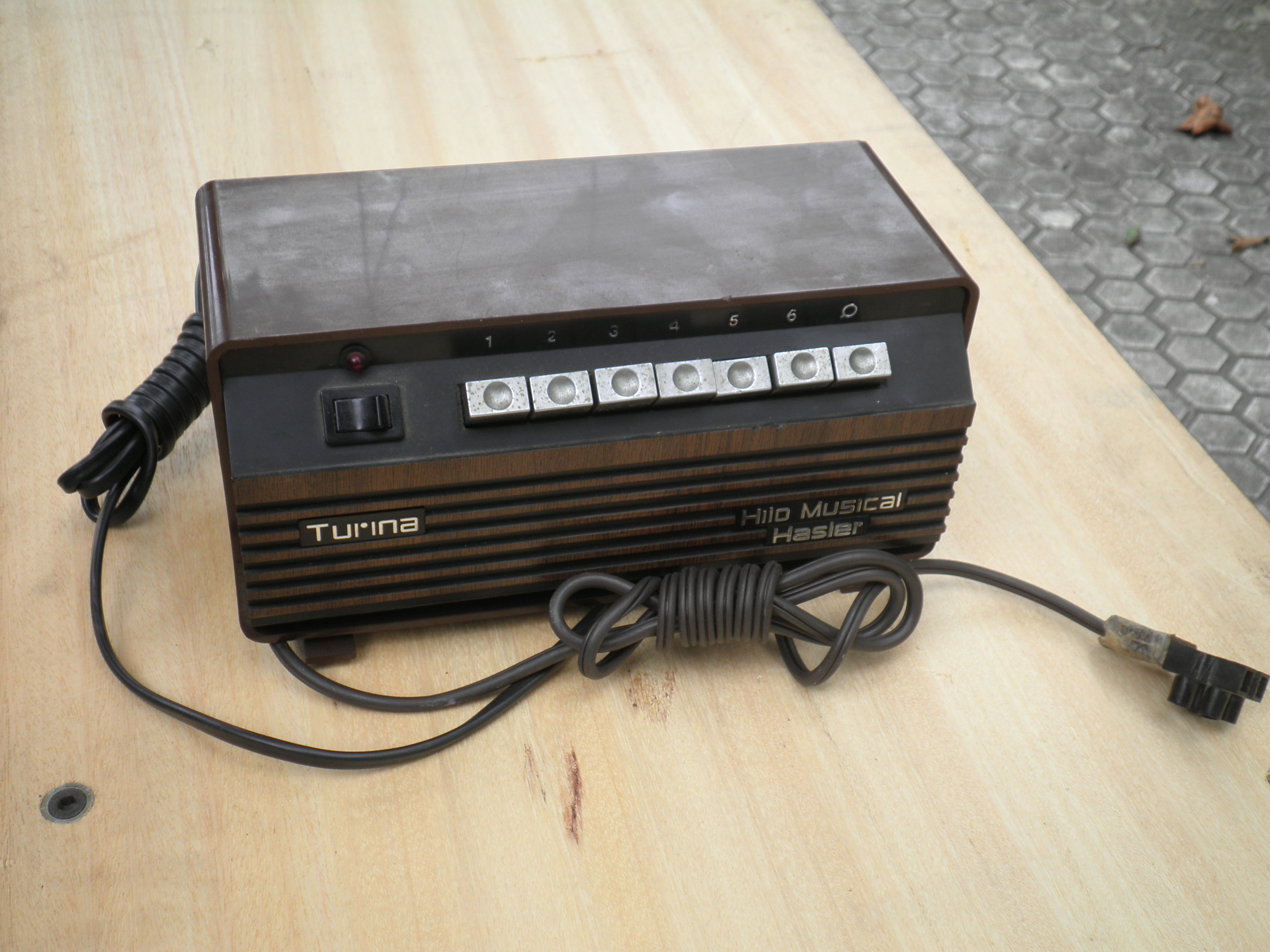
Antic aparell reproductor de fil musical

El fil musical és la música que escoltem de fons tant en comerços, ascensors o inclús en una pròpia casa. Va començar essent música d'ambientació creada per l'empresa Muzak amb la intenció de millorar la percepció d'un establiment. El seu propòsit era, en un principi, fer més tènues els silencis però sense molestar, de manera suau i agradable. Avui en dia, però, les necessitats dels usuaris han canviat i el que abans es coneixia com a fil musical no correspon amb el què en l'actualitat representa. El fil musical és present gairebé a tot arreu i s'ha convertit en un element molt important per a les empreses.

## Història
Els inicis del fil musical es remunten als anys 20, època en què les construccions dels grans gratacels a Amèrica del Nord i per tant, l'ús d'ascensors va créixer. Els ascensors en aquella època no eren tan comuns i el seu ús suposava certa por i claustrofòbia pels usuaris. Per a millorar la situació, perquè no era viable pujar tots els pisos a peu, es va optar per posar música a l'ascensor i així calmar els nervis dels passatgers.
Això va provocar la comercialització dels primers fils musicals que li van atribuir el nom de "música d'ascensor" que tant sovint sentim. El fil de música, per tant, havia d'estar basat en la lleugeresa, amb volum moderat que incités a la relaxació. A poc a poc, la societat va començar a vincular el fil musical amb el luxe, perquè era música pròpia d'ascensors als quals podia accedir principalment el sector de la societat més elevat econòmicament.
Als anys 40 el fil musical va expandir els seus horitzons cap a les fàbriques i empreses per a potenciar a través d'aquest estímul sensorial la productivitat dels treballadors i generar una atmosfera alegre que millorés l'estat d'ànim d'aquests. Els fils musicals de les empreses es caracteritzaven per no formar part de la música comercial, evitant així distraccions degudes a les parts cantades.

## Nivell estatal
A Espanya la pionera en instal·lar fils musicals va ser Telefònica, qui al principi es dedicava a instal·lacions particulars. Als inicis d'aquest fenomen, es connectava la línia telefònica al fil musical, que permetia escoltar la música gràcies a uns aparells de fusta que incloïen un fulletó amb la programació musical mensual.
Al principi només es podia connectar amb sis canals: música ambiental, moderna, clàssica, romàntica, RNE i curs d'idiomes.
Actualment Telefònica es dedica, amb un equip format per musicòlegs, a crear canals personalitzats que s'adaptin a les necessitats dels clients, ja siguin particulars o grans empreses.

## Actualitat
Avui en dia la concepció de fil musical ha evolucionat. També ha evolucionat com a conseqüència l'empresa creadora del fil musical "Muzak", que actualment és "Radio In Store". La finalitat ja no és evitar els silencis i tranquil·litzar l'atmosfera, ara es tracta d'adequar la música amb l'establiment en el qual es troba. S'ha creat un vincle entre l'estètica i el perfil de comprador de les botigues amb la música que es pot escoltar en aquestes, per així enfortir la relació amb el client. A aquest fenomen se l'anomena "Audio Branding", fenomen que provoca l'associació d'una cançó a un producte o a un anunci, per exemple. Grans marques com Coca-Cola, Mercadona o McDonald's s'han desenvolupat correctament dins aquest àmbit generant avantatges competitius.
Els objectius que ha de complir una marca per ser eficient dins l'Audio Branding segons Branderstand són els següents:
- facilitat de reconeixement
- viralitat
- desig
- experiència emocional
- record
- imatge de marca
- notorietat respecte altres
- focalització de l'atenció

Així doncs, ja no és essencial per un fil musical la subtilesa i moderació, sinó que l'objectiu principal ha de ser connectar amb el públic comprador i, per tant, s'ha anat més enllà, incloent tot tipus de música que els comerços. D'aquesta manera s'han creat fils musicals molt variats: basats en un gènere específic, una temàtica com pot ser Nadal,...
Tot i que pot semblar que la música dels establiments està totalment enfocada als consumidors, un punt molt important que cal tenir en compte són els treballadors, ja que romanen a l'establiment un nombre d'hores elevat. Com ja es feia quaranta anys enrere, el fil musical també està destinat a millorar la productivitat dels treballadors, que en un ambient agradable s'ha demostrat que augmenten la seva productivitat.

## Fil musical domèstic
El fil domèstic es va estendre primer als comerços i seguidament als habitatges propis. La instal·lació d'un fil musical a casa permet disposar de música sense requerir un aparell reproductor a totes les habitacions.
Per a disposar d'un fil musical propi cal instal·lar una xarxa d'altaveus per tota la casa connectats a un aparell de control central. Això permet escoltar a totes les sales la mateixa música de manera amplificada. Els altaveus solen ser molt discrets, mimetitzant-se amb la paret. El fil musical domèstic permet escoltar la ràdio, connectar un USB, CD's,...